# Kostomlaty pod Řípem
Kostomlaty pod Řípem (en allemand : Kostomlath unterm Georgsberg) est une commune du district de Litoměřice, dans la région d'Ústí nad Labem, en Tchéquie. Sa population s'élevait à 435 habitants en 2021.

## Géographie
Kostomlaty pod Řípem se trouve à 3 km à l'est du mont Říp (456 m), une montagne isolée — pod Řípem signifie « sous le Říp ».

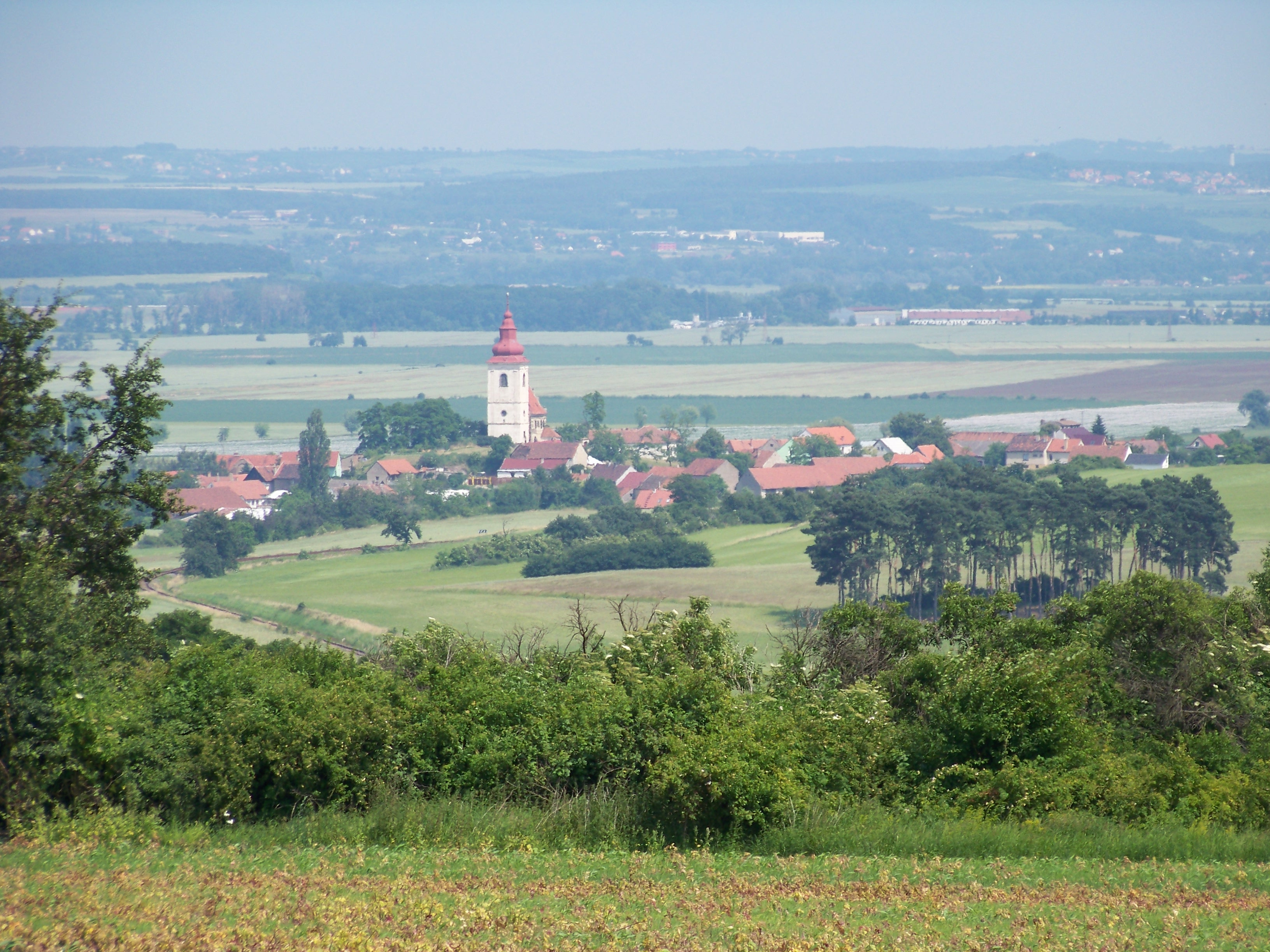
Vue depuis le sommet du mont Říp.

Elle est située à 7 km au sud-est de Roudnice nad Labem, à 23 km au sud-est de Litoměřice, à 37 km au sud-est d'Ústí nad Labem et à 36 km au nord-nord-ouest de Prague.
Située au sud-est de la région d'Usti nad Labem, la commune est limitée au nord par Libkovice pod Řípem, à l'est par Cítov (district de Mělník, Bohême centrale), au sud par Horní Beřkovice et Černouček, à l'ouest par Ctiněves et Krabčice.

## Histoire
La première mention écrite du village date de 1285.

## Transports
Kostomlaty pod Řípem est desservi par la route nationale 246 qui relie Roudnice nad Labem à Mělník, et se trouve à 8 km de Roudnice nad Labem, à 13 km de Mělník, à 29 km de Litoměřice, à 45 km de Prague et à 56 km d'Ústí nad Labem.
Kostomlaty pod Řípem et possède une gare sur la voie ferrée en direction de Kralupy nad Vltavou.